# Cantó de La Roche-Derrien
El cantó de la Roche-Derrien (bretó Kanton ar Roc'h-Derrien) és una divisió administrativa francesa situat al departament de Costes del Nord a la regió de Bretanya.

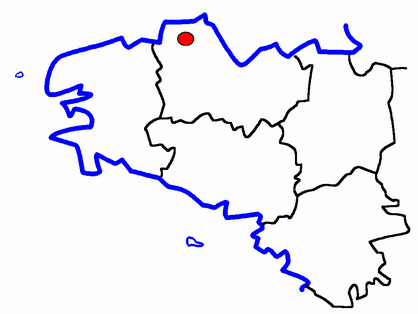
Situació del cantó

## Composició
El cantó aplega 11 comunes :
| Nom bretó        | Nom francès      | Nom gal·ló |
| Berc'hed         | Berhet           | ---        |
| Kawan            | Cavan            | ---        |
| Koadaskorn       | Coatascorn       | ---        |
| Hengoad          | Hengoat          | ---        |
| Mantallod        | Mantallot        | ---        |
| Pouldouran       | Pouldouran       | ---        |
| Prad             | Prat             | ---        |
| Kemperven        | Quemperven       | ---        |
| ar Roc'h-Derrien | la Roche-Derrien | ---        |
| Peurid-ar-Roc'h  | Pommerit-Jaudy   | ---        |
| Trogeri          | Troguéry         | ---        |

## Història
| Data d'elecció                           | Identitat          | Partit | Qualitat |
| ---------------------------------------- | ------------------ | ------ | -------- |
| 1979-2004                                | Pierre-Yvon Trémel | PS     |          |
| 2004-                                    | Janine Le Béchec   | PS     |          |
| les dades anteriors no són pas conegudes |                    |        |          |
|                                          |                    |        |          |